# Omni William Penn Hotel
L'Omni William Penn Hotel est un hôtel américain situé à Pittsburgh, en Pennsylvanie. Ouvert en 1916, il est inscrit au Registre national des lieux historiques depuis le 7 mars 1985 et est membre des Historic Hotels of America depuis 2010.